# Macunaíma (Film)
Macunaíma ist ein brasilianischer Spielfilm von 1969. Er basiert auf dem 1928 erschienenen Roman Macunaíma – Der Held ohne jeden Charakter von Mário de Andrade (Originaltitel: Macunaíma: o herói sem nenhum caráter). Er ist das bekannteste und kommerziell erfolgreichste Beispiel der „Kannibalistisch-Tropikalistische Phase“ des Cinema Novo. Regie führte Joaquim Pedro de Andrade.

## Handlung
Der Film beginnt mit der Geburt des „Helden ohne jeden Charakter“ in einer Hütte mitten im brasilianischen Urwald. Er ist klein, schwarz und hässlich. Die nächsten Jahre sitzt er vor dieser Hütte, sieht seinen Brüdern Jiguê und Maanape bei der Arbeit zu und beißt den Ameisen die Köpfe ab. Er hat viel Spaß, vor allem mit Sofara, der Frau von Jiguê, die ihm interessante Sachen zu rauchen gibt, wenn sie mit ihm allein im Urwald ist. Sofaras Hexenkraut verwandelt Macunaíma in einen schönen, selbstverständlich weißen Prinzen, mit dem sie dann ihre Spiele spielt – bis Jiguê die beiden erwischt.
Als Macunaíma sich einmal besonders gemein und selbstsüchtig verhält, wird er von seiner Mutter ausgesetzt. Er irrt im Urwald umher und begegnet dem Curupira, der sich Fleisch vom Bein schneidet und es isst. Macunaíma bittet den Curupira um ein Stückchen, worauf der Curupira auch für ihn einen Streifen abschneidet. Als Macunaíma es gegessen hat, versucht der Curupira, der kein freundlicher Fleischverteiler, sondern ein menschenfressender Walddämon ist, Macunaíma mit einer List zu fangen, um ihn zu essen und sich sein Beinstück so wieder einzuverleiben, Macunaíma kann aber mit Mühe entkommen.
Dann stirbt die Mutter und Macunaímas Brüder beschließen, den Urwald zu verlassen und in die Stadt zu ziehen. Auf dem Weg dahin kommen sie zu einer plötzlich aus dem Boden sprudelnden Quelle. Macunaíma springt in den Strahl und wird in einen Weißen verwandelt. Bevor der auch dunkelhäutige Jiguê sich auch verwandeln lassen kann, versiegt die Quelle. Macunaíma aber ist jetzt ein gutaussehender Weißer und dementsprechend erfolgreich bei Frauen. Er zieht bei der Stadtguerillera Ci ein und hat so ein gutes Leben: sie geht morgens zum Kämpfen in die Stadt, er ruht sich aus und abends wälzt man sich bei leidenschaftlichen Liebesspielen in der Beute von Cis letztem Bankraub. Nach 6 Monaten wird als Ergebnis dieser Spiele ein schwarzer Sohn geboren (der wieder von Grande Otelo gespielt wird), doch Mutter und Sohn sterben, als eine von Cis Bomben vorzeitig explodiert.
Macunaíma ist von Trauer überwältigt und überlässt sich völlig der Trunksucht und der Trägheit, aus der ihn erst ein Zeitungsfoto reißt, das einen gewissen Venceslau Pietro Pietra mit einem Muiraquitã zeigt, den der angeblich im Bauch eines Welses gefunden hat. Der Muiraquitã ist ein Amulett, ein Glücksstein in Form eines Frosches, der von den Icamiabas, einem legendären Stamm amazonenhafter Kriegerinnen stammt. Durch den Besitz dieses Glückssteins gelangte Pietra zu ungeheurem Reichtum und wurde zum Industrieriesen. Dieser Muiraquitã hatte einst Ci gehört und Macunaíma beschließt, den Stein wieder in seinen Besitz zu bringen. Er versucht, sich als Frau verkleidet bei Pietra einzuschleichen, er versucht es mit Candomblé, schließlich sogar mit Politik (Zitat: „Leute! Brasiliens Probleme, das sind: zu viele Blattschneiderameisen und zu wenig Gesundheit!“), doch keiner seiner Versuche führt zum Erfolg.
Schließlich gelangt er mit Hilfe eines Zimmermädchens in das Haus des Riesen, der auf einer Europareise ist, wird aber von dessen Frau und Tochter gefangen. Die machen Anstalten, ihn zu kochen, denn der Riese ist eigentlich Piaimã, ein Oger, und auch seine Frau und seine Tochter sind Menschenfresser. Er kann aber mit Hilfe der jüngsten Tochter, die ihn nicht fressen, sondern lieber vernaschen will, noch einmal flüchten.
Aber noch ist nicht alles verloren, denn nachdem der Riese aus Europa zurückgekehrt ist, lädt er Macunaíma zur Hochzeit seiner Tochter ein. Es ist ein rauschendes Fest: am Rande eines mit Leichenteilen gefüllten Beckens wird eine Lotterie veranstaltet. Wessen Nummer gezogen wird, der wird in das Becken gestoßen, wo er umkommt, um dann gefressen zu werden. Das soll auch das Schicksal Macunaímas sein, dem gelingt es aber, den Spieß umzukehren und dem Riesen, bevor der dann selbst von Macunaímas Pfeil getroffen in das Becken stürzt, den Muiraquitã abzunehmen.
Nun reich und glücklich, mit einem Boot voller Heimelektronik und einer neuen Frau, die Prinzessin heißt, kehren Macunaíma und seine Brüder in den Urwald zurück. Als Macunaíma aber wieder in seine alte Faulheit verfällt, verlassen ihn seine Brüder und seine Frau und er bleibt alleine in der verfallenen Hütte, in der er geboren wurde, isst Kaschu-Nüsse und Bananen und erzählt einem Papagei seine Lebensgeschichte. Als er endlich eines Tages sich aufrafft, weil ihn der Trieb drängt, sieht er in einem Teich ein wunderschönes nacktes Mädchen. Es ist aber kein Mädchen, sondern die Uiara, eine Menschenfresserin. Macunaíma zieht sich aus, legt auch den Muiraquitã ab, und springt in den Teich. Das ist sein Ende.

## Rezeption
Anfang 2000 wurde der Film auf Initiative von Alice de Andrade, der Tochter des Regisseurs, digital restauriert.

## Auszeichnungen
- 1969 Candango-Trophäe des Festivals des brasilianischen Kinos in Brasília:
  - Bestes Drehbuch für Joaquim Pedro de Andrade
  - Bester Hauptdarsteller für Grande Otelo
  - Bester Nebendarsteller für Jardel Filho
  - Beste Ausstattung und Kostüme für Anisio Medeiros
- 1970 Bester Film auf dem Mar del Plata Film Festival

## Zitate
“It is politically incorrect in terms of race and race relations, but in a very Brazilian way. I think it is a portrait of our melange. … It engages in the discovery of the contradictions of our people.”

„Der Film ist, was Rassen und ihre Beziehungen betrifft, politisch nicht korrekt, aber auf eine sehr brasilianische Art. Ich meine, er ist eine Darstellung unseres Rassenmischmaschs. … Er versucht, die Widersprüche unseres Volkes aufzudecken.“